# Jean-Louis Jaley

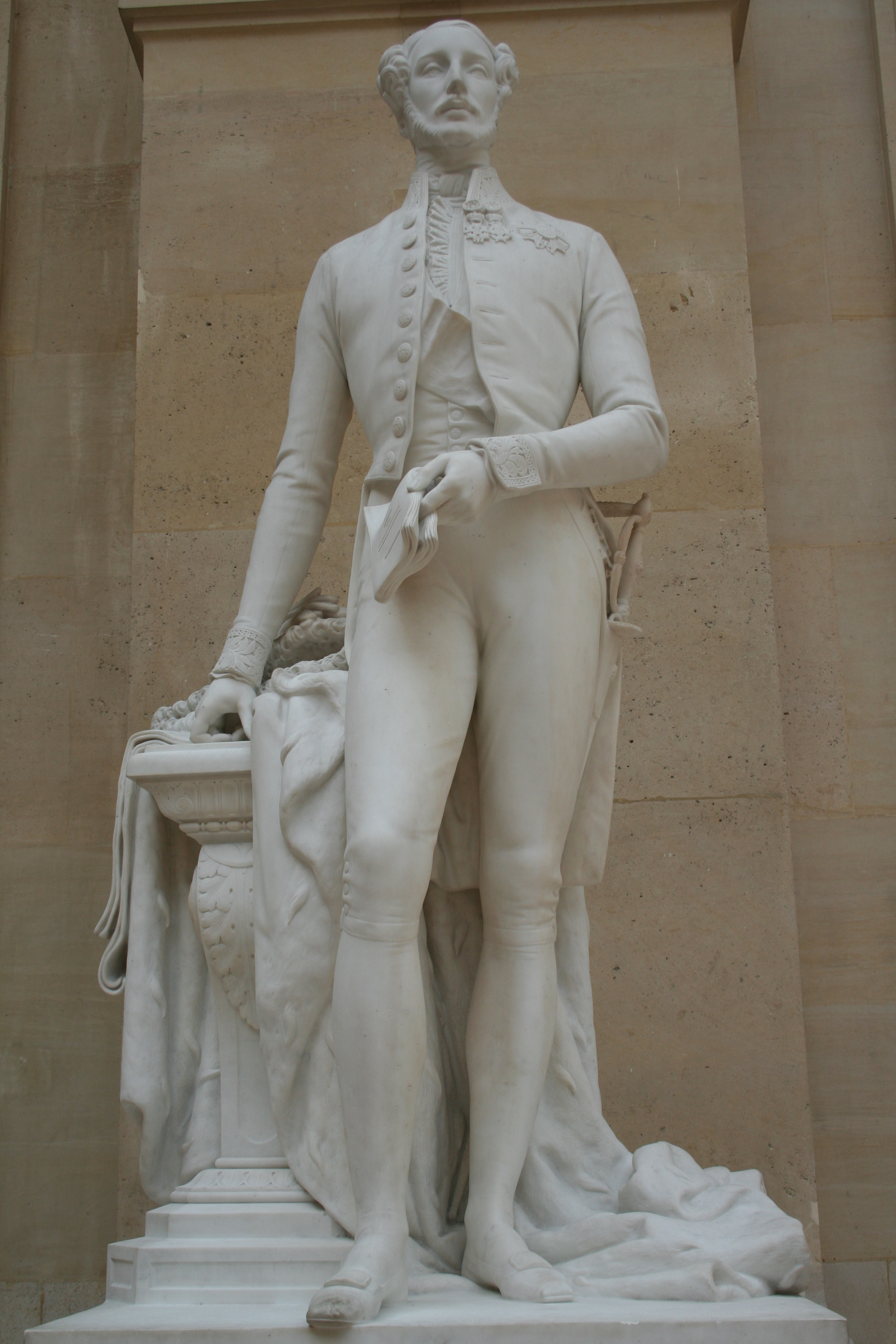
Retrato del duque de Orleans

Jean-Louis Nicolas Jaley fue un escultor francés nacido en París en 1802 y fallecido en Neuilly-sur-Seine en 1866.
Alumno de su padre Louis Jaley y de Pierre Cartellier, recibe - conjuntamente con François Lanno - el Premio de Roma de escultura en 1827 con el bajo relieve Mucius Scævola frente a Porsena. 
Fue inhumado en el cementerio del Père-Lachaise (división 49 ) junto a su padre el grabador de medallas Louis Jaley, nacido en 1765 y fallecido en 1840.

## Obras
- Dolor, estatua, mármol (1831), , París, musée du Louvre
- Pudor, estatua, mármol (1833), , París, museo del Louvre
- Retrato del duque de Orleans, estatua en pie, mármol (1842 - 1844), , París, museo del Louvre
- Retrato de La Fontaine. piedra, Cour Napoleón, Louvre.

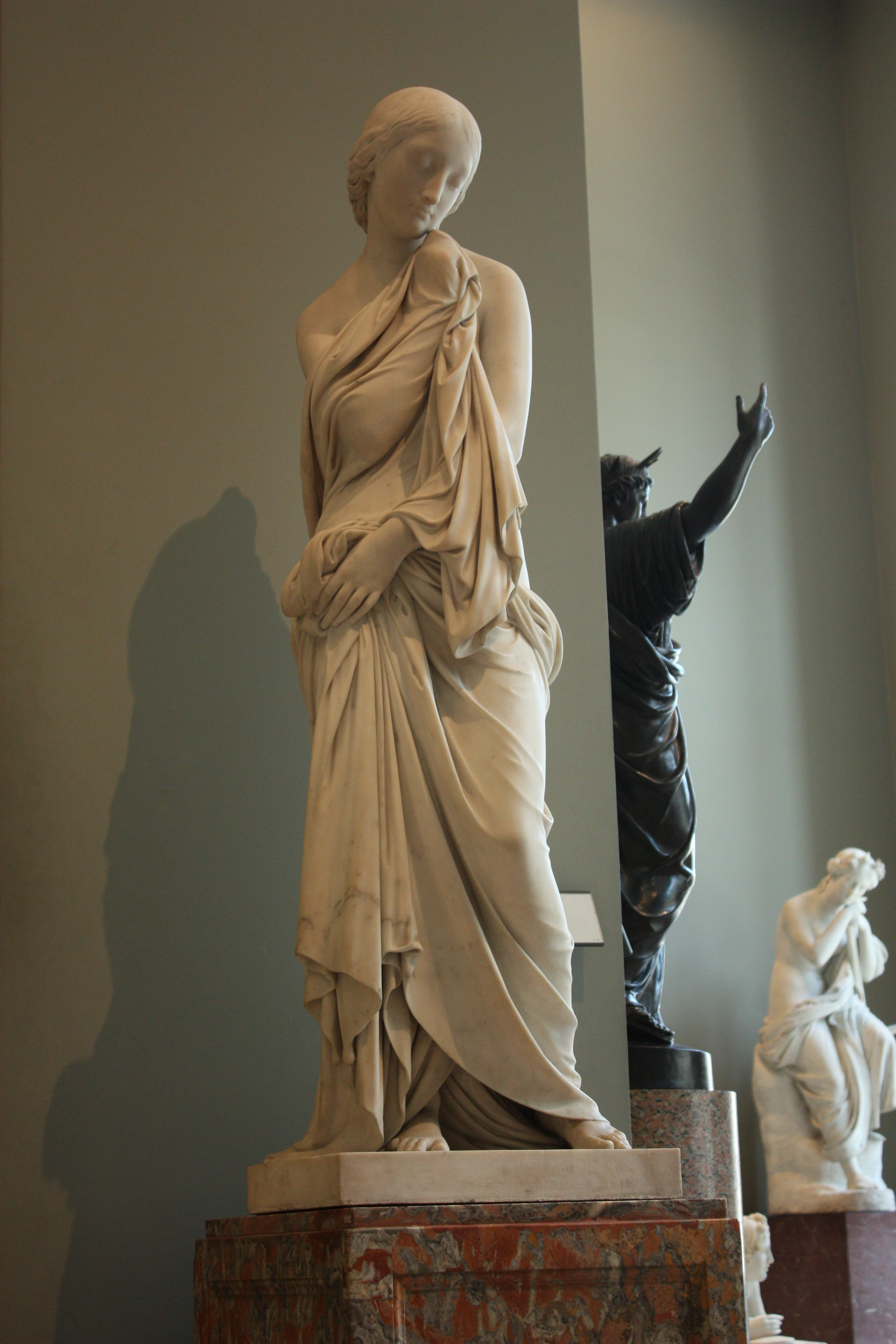
El pudor, en el Museo del Louvre
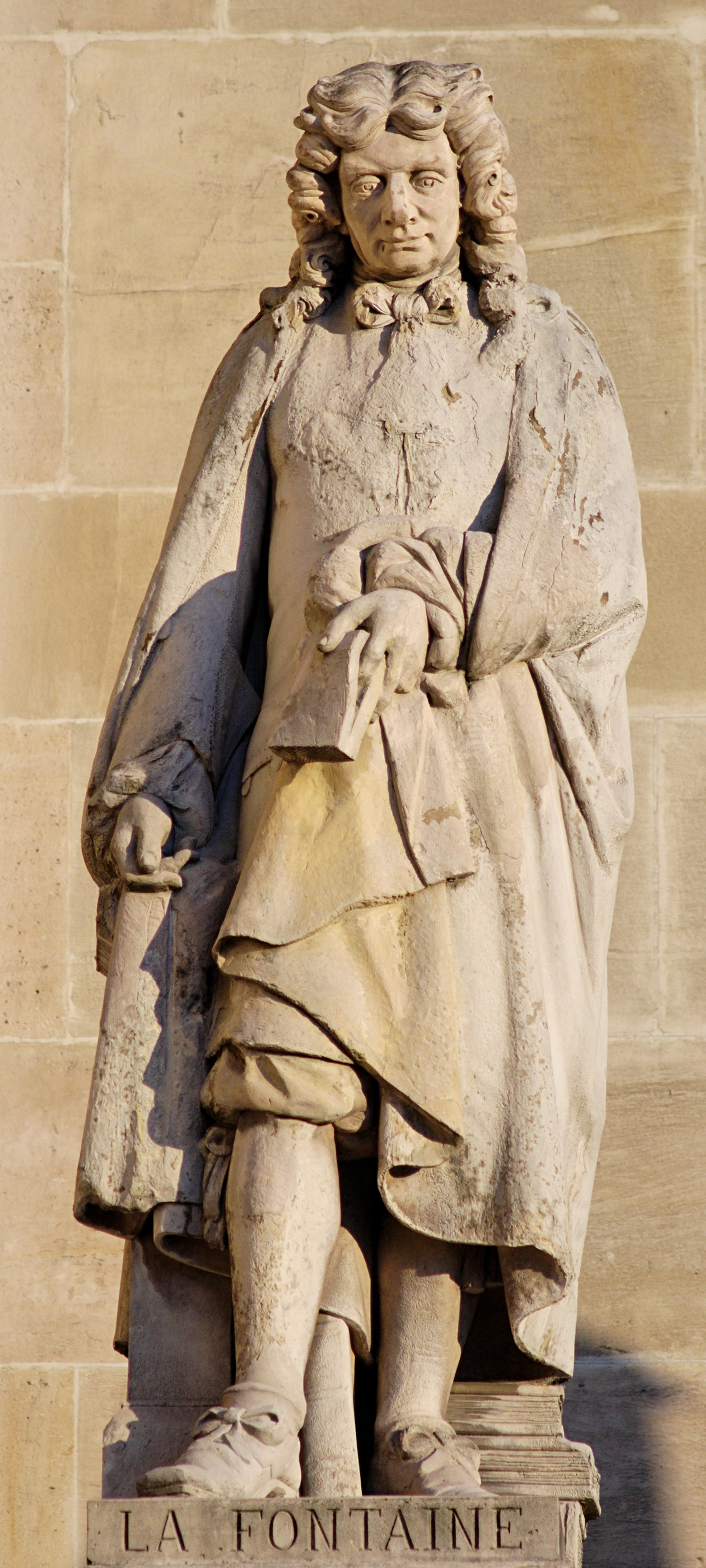
Retrato de La Fontaine , Cour Napoleón, Louvre.
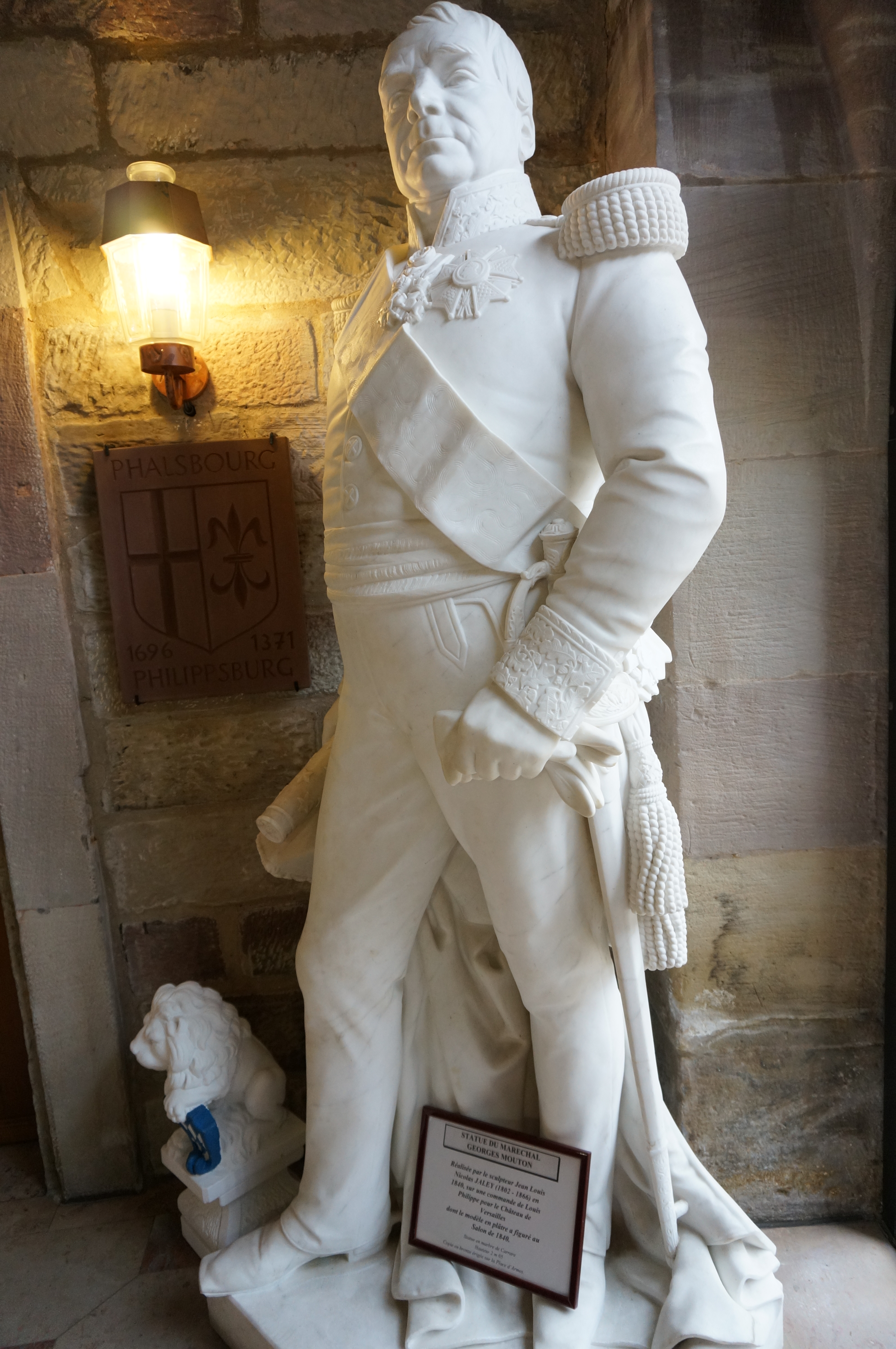
Retrato de Georges Mouton, comte de Lobau , Phalsbourg.